# Ouratea oleosa
Ouratea oleosa là một loài thực vật có hoa trong họ Ochnaceae. Loài này được J.F. Macbr. mô tả khoa học đầu tiên năm 1956.